# Liste von Sakralbauten in Hamm
Die Liste von Sakralbauten in Hamm listet die Gotteshäuser verschiedener Religionen in Hamm, Nordrhein-Westfalen, auf.

## Liste

### Christentum
Zu den Kirchengebäuden zählen:
- St. Agnes
- St. Anna
- Christus-König-Kirche
- Christuskirche
- Herz-Jesu-Kirche
- St. Jakobus
- Evangelische Johanneskirche
- Evangelische Kreuzkirche
- St. Marien
- Evangelische Pfarrkirche St. Pankratius
- St. Pankratius
- Evangelische Pauluskirche
- St. Petrus und Paulus
- St. Regina
- Evangelische Kirche
- St. Stephanus
- St.-Michaels-Kapelle
- St. Victor

### Hinduismus
- Sri-Kamadchi-Ampal-Tempel

### Islam
- Ulu-Moschee, Dortmunder Straße 233

### Judentum
- Synagoge in Hamm